# Kobiety mafii (film 2018)
Kobiety mafii – polski film sensacyjny z 2018 roku, którego reżyserem, scenarzystą i producentem był Patryk Vega. Zdjęcia kręcono w Warszawie, Danii i Szwecji (most nad Sundem między Kopenhagą a Malmö), w Hiszpanii i Maroku.

## Fabuła
Po brawurowej akcji policyjnej funkcjonariuszka Bela (Olga Bołądź) zostaje wyrzucona z policji. ABW składa jej propozycję „nie do odrzucenia”. Kobieta przechodzi specjalistyczne szkolenie pod okiem FBI i zostaje operatorem w Wydziale S – oficerem pracującym pod przykryciem, który zostaje umieszczony w grupie przestępczej. Jej misją w roli tajniaczki jest rozpracowanie szlaku przemytu narkotyków przez Grupę Mokotowską sterowaną przez Padrino  (Bogusław Linda) – bossa stołecznego półświatka, dla którego ponad wszelką władzą i pieniędzmi najważniejsza jest córka o ksywie Futro (Julia Wieniawa). By zrealizować cel, Bela musi wkupić się w łaski zaufanych ludzi z zarządu mafii: Żywego (Piotr Stramowski), Milimetra (Tomasz Oświeciński), Cienia (Sebastian Fabijański) i Siekiery (Aleksandra Popławska). Podszywając się pod prostytutkę, oficer ABW zostaje kochanką Cienia. Misternie przemyślany plan komplikuje się, gdy w toku nieprzewidzianych zdarzeń w całą intrygę zostaje wmieszana Anka – żona Cienia (Katarzyna Warnke), manipulowana przez tajemniczą Nianię (Agnieszka Dygant). Wkrótce losy pięciu kobiet przecinają się w punkcie bez odwrotu, a wydarzenia z ich udziałem wstrząsają przestępczą mapą Warszawy.

## Obsada
- Agnieszka Dygant – Daria Wawrzyniak "Niania"
- Aleksandra Popławska – Justyna Kowalska "Siekiera"
- Piotr Stramowski – Michał Marecki "Żywy"
- Tomasz Oświeciński – Szymon Kowalski "Milimetr"
- Sebastian Fabijański – Artur Ostrowski "Cieniu"
- Katarzyna Warnke – Anna Ostrowska "Spuchnięta Anka", żona "Cienia"
- Olga Bołądź – sierż. Izabela Konarska "Bela"
- Bogusław Linda – Paweł Chyb "Padrino"
- Julia Wieniawa – Sandra Chyb "Futro", córka "Padrina"
- Filip Guźla – Kacper, ochroniarz "Padrina"
- Janusz Chabior – Adam Zych, pułkownik ABW
- Olaf Lubaszenko – podinsp. Jarosław Dyga, komendant Policji w Zambrowie
- Sobota
- Karol Bedorf
- Edyta Folwarska, Jarosław Kret, Katarzyna Cerekwicka, Marzena Rogalska, Filip Chajzer, Patryk Janas

## Odbiór
Film został negatywnie oceniony przez krytyków. W serwisie Mediakrytyk.pl przyznano mu średnią ocenę w postaci 4,3/10 (wyciągniętą na podstawie trzydziestu czterech recenzji).